# 三浦盛徳

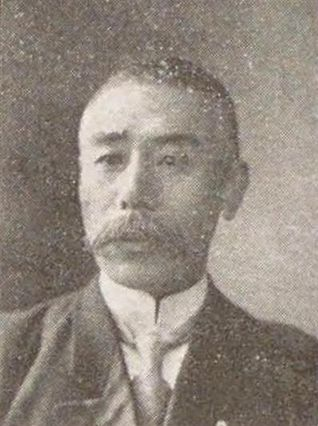
三浦盛徳

三浦 盛徳（みうら せいとく、安政7年2月25日（1860年3月17日） - 1916年（大正5年）9月17日）は、日本の衆議院議員（立憲政友会）。

## 経歴
出羽国山本郡鵜川村（現在の秋田県山本郡三種町）出身。三浦富吉の三男で、三浦久右衛門の養子となり家督を継いだ。同人社、慶應義塾で学んだ。小学校訓導を務めた後、山本郡会議員、秋田県会議員に選出された。
1903年（明治38年）、第8回衆議院議員総選挙に出馬し、当選。第11回まで連続当選を果たした。

## 家族
- 父・三浦富吉[4]
- 養父・三浦久右衛門[4]
- 妻・イサ（慶應元、九生、兒玉辰門の三女）
  - 女・キク（明一九、一一生、日本女子大学校卒業、同校理科助教諭）